# Молчанов, Дмитрий Сергеевич
Дмитрий Сергеевич Молчанов (1 октября 2000, Владивосток) — российский футболист, нападающий.
Родился во Владивостоке, в первый класс пошел в шесть лет в Находке, там же начал заниматься футболом в ДЮСШ «Океана». В 14 лет приехал на просмотр в «Чертаново» к тренеру Станиславу Юрьевичу Коротаеву. В интернате не было мест, и Молчанов год занимался в тольяттинской академии футбола имени Коноплёва, В «Чертаново» занимался с 15 до 18 лет.
В 2016—2018 годах играл за вторую/молодёжную команду «Чертаново» в московской зоне первенства третьего дивизиона. В сезоне 2017/18 выступал за «Чертаново» в первенстве ПФЛ, в следующем сезоне — за «Чертаново» в ФНЛ и «Чертаново-2» в ПФЛ. Перед сезоном 2019/20 перешёл в клуб «Крылья Советов» Самара, в премьер-лиге дебютировал 7 июля 2020 года в гостевой игре против «Арсенала» (4:2), выйдя на замену на 84-й минуте.
Играл за юношескую сборную 2000 года рождения. Бронзовый призёр Мемориала Гранаткина 2018 года. Участник матча элитного раунда отборочного турнира чемпионата Европы 2019 (до 19 лет) против Ирландии (0:2). Финалист турнира COTIF-2019.С сезона 2021-2022 играет в футбольном клубе ,,Динамо-Брянск".